# Neoeme sobrina
Neoeme sobrina is een keversoort uit de familie boktorren (Cerambycidae). De wetenschappelijke naam van de soort is voor het eerst geldig gepubliceerd in 1909 door Gounelle.